# Distrito federal de Crimea
El distrito federal de Crimea (en ruso: Крымский федеральный округ) fue un distrito federal de la Federación Rusa. Todas las divisiones administrativas de Rusia están agrupadas en distritos federales, cada uno de ellos es administrado por un representante nombrado directamente por el presidente de la Federación Rusa.
Fue creado el 21 de marzo de 2014, durante el proceso de anexión a Rusia, por el presidente Vladímir Putin, abarcando la península de Crimea, que es disputada por Ucrania.
Fue disuelto el 28 de julio de 2016, integrándolo al Distrito Federal del Sur.

## Historia
En febrero y marzo del año 2014 en la península de Crimea comenzaron una serie de cambios sociopolíticos a gran escala, conocidos como la crisis de Crimea. Este cambio comenzó con protestas de manera local por parte de la población contra las acciones de la antigua oposición, que llegó al poder en Ucrania.[cita requerida] Como resultado de los acontecimientos del Euromaidán, del 23 al 27 de febrero de 2014 se hizo un cambio a las autoridades ejecutivas de Sebastopol y de la República Autónoma de Crimea, y ellos, a su vez, no reconocieron la legitimidad del nuevo gobierno de Ucrania e hicieron un llamamiento a la cooperación y pidieron ayuda y respaldo político al gobierno de la Federación Rusa.
Las autoridades locales, con el apoyo de Rusia, y aún a pesar de los intentos de las nuevas autoridades ucranianas y la presión de Occidente[cita requerida], en un corto tiempo de organización celebraron el 16 de marzo de 2014 el referéndum sobre el estatuto de Crimea sobre su posible independencia de Ucrania y el ingreso a la Federación Rusa. Tras el referéndum, el 17 de marzo de 2014 fue proclamada la independencia unilateralmente de la soberana República de Crimea, que también incluía a la ciudad con un estatus especial, Sebastopol. El 18 de marzo se firmó el Acuerdo sobre la adopción de la Federación Rusa en la República de Crimea y la formación de los nuevos sujetos de la Federación, formándose así la República de Crimea y la ciudad federal de Sebastopol como parte de Rusia.

## Composición del distrito federal de Crimea
| 1 |  | República de Crimea          | Simferópol | 26.800 |
| 2 |  | Ciudad federal de Sebastopol | Sebastopol | 1.080  |

## Ciudades principales
Ciudades pertenecientes al distrito federal, en total son cuatro ciudades las que poseen una población de más de 100.000 personas (según datos del censo del año 2013).
| N.º |  | Ciudad     | Sujeto Federal               | Población |
| --- |  | ---------- | ---------------------------- | --------- |
| 1   |  | Simferópol | República de Crimea          | 362 366   |
| 2   |  | Sebastopol | Ciudad federal de Sebastopol | 344 479   |
| 3   |  | Kerch      | República de Crimea          | 144 600   |
| 4   |  | Eupatoria  | República de Crimea          | 106 840   |